# BlizzCon
BlizzCon es una convención celebrada por Blizzard Entertainment para celebrar sus franquicias más importantes: Warcraft, StarCraft, Diablo, Heroes of the Storm, Hearthstone y Overwatch. La primera BlizzCon se celebró en octubre del 2005 en el Centro de convenciones de Anaheim. La convención cuenta con anuncios de juegos, avances de próximos lanzamientos, concursos de disfraces, nuevos parches de juego para los diversos juegos de Blizzard, entre otros. Las noches de clausura ha contado con conciertos de The Offspring, Tenacious D, Foo Fighters, Ozzy Osbourne, Metallica, y el grupo de Blizzard, actualmente conocido como Level 90 Elite Tauren Chieftain (anteriormente 10, 60, 70, y Level 80 Elite Tauren Chieftain sucesivamente).

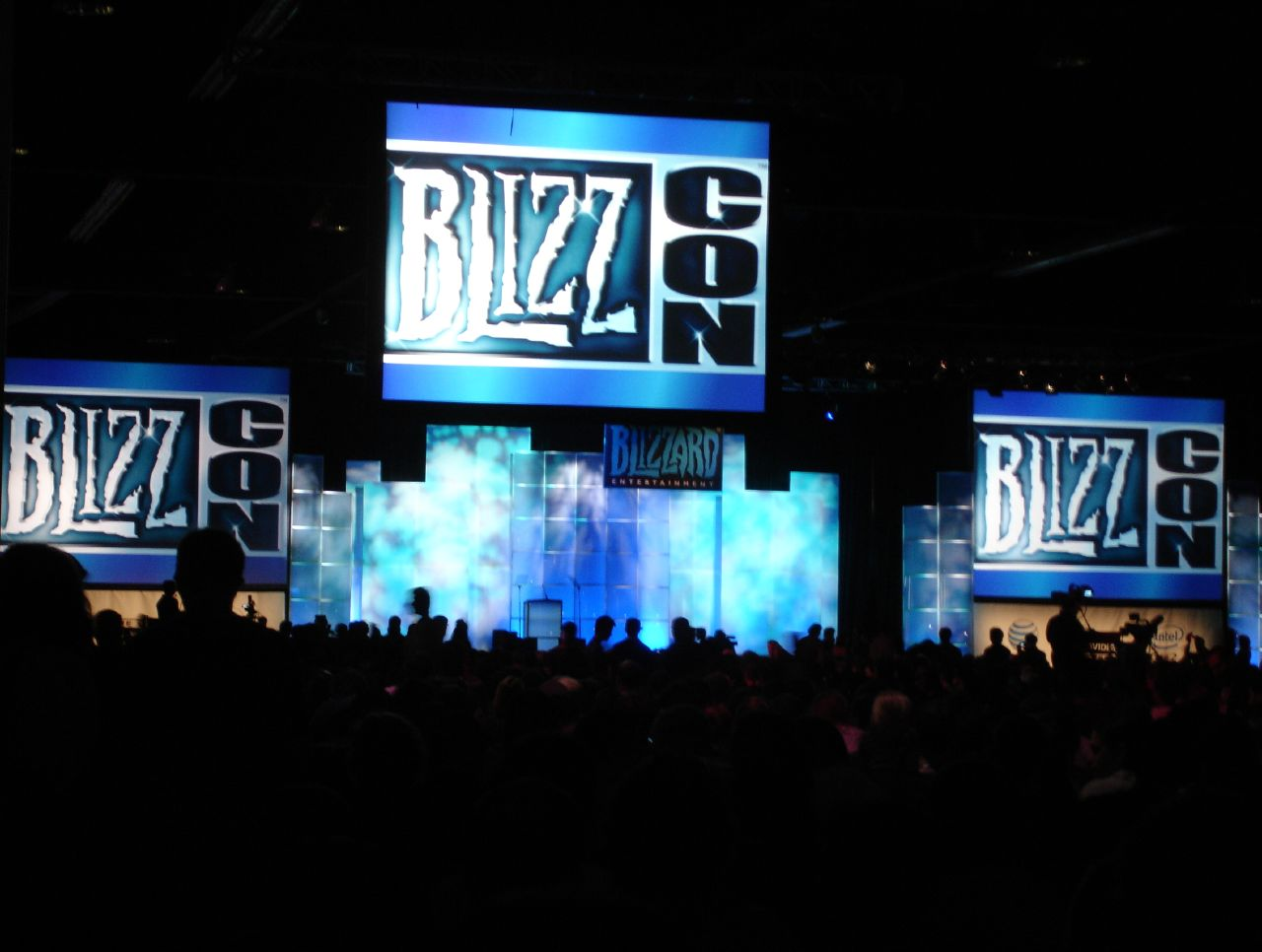
La ceremonia de apertura BlizzCon 2007

A los asistentes se les presenta una "bolsa botín" que contiene varios artículos de relacionados con Blizzard, incluyendo códigos canjeables por contenido de juego y figuras de colección. En el BlizzCon 2005, la bolsa contenía un código para ser cambiado por una mascota de World of Warcraft, que era un bebé múrloc llamado 'Murky'. Además se han dado pases para las betas de los nuevos juegos de Blizzard, World of Warcraft: The Burning Crusade para el 2005, World of Warcraft: Wrath of the Lich King para el 2007, StarCraft II para el 2008, y Diablo III en el 2010.
Las entradas para los tres primeros eventos tenían un costo de USD$100 cada una para admisión a los dos días de actividades, para el 2009 las entradas habrían elevado su costo a USD$125, para el 2010 costaría USD$150 y para el 2011 tendría costo de USD$175. Todas las entradas incluían la "bolsa botín", conciertos, concursos, y las demás actividades del evento. En el 2012 Blizzard Entertainment anunció que dicho año no habría convención de BlizzCon y que la próxima tendrá lugar para el 2013.Blizzard ha anunciado a través de la web oficial de sus conferencias, que la BlizzCon 2013 se celebrará en noviembre de este año en el Anaheim Convention Centre de Anaheim, California. El evento ofrecerá versiones preview de los videojuegos más importantes de la compañía norteamericana, así como concursos de la comunidad, y un gran tipo de eventos. "BlizzCon nos da la oportunidad de conectar con nuestros jugadores y compartir con ellos nuestros últimos proyectos de una forma muy personal", declaró Mike Morhaime, presidente ejecutivo y cofundador de Blizzard Entertainment. "Los miembros de todas nuestras comunidades de juegos nos han ayudado a hacer que este evento sea cada año más grande y mejor, y esperamos celebrarlo a lo grande con todos ellos en noviembre". El tipo de eventos que se podrán disfrutar en la feria serán los siguientes:Tiempo para probar los próximos lanzamientos de Blizzard Entertainment, finales globales de eSports, en las que se enfrentarán los mejores jugadores de todo el mundo, mesas redondas con los desarrolladores de Blizzard Entertainment, torneos puntuables y amistosos para que los jugadores puedan demostrar su talento, concursos para la comunidad, con fantásticos premios , productos conmemorativos basados en los universos de juego de Blizzard Entertainment.

## Boletos
Para la próxima convención se ofreció la disponibilidad de 3 tipos de boletos: Normal, Cena de caridad y Virtual.

### Boletos BlizzCon 2013
Los Boletos BlizzCon 2013 es el boleto normal del evento BlizzCon, el cual incluye el gafeta respectivo para dicha convención y una "Bolsa botín" especial. El cual tendría un costo de USD$175. (Agotado)

### Boletos Cena de caridad
Los Boletos Cena de caridad es un boleto en el cual Blizzard dará una cena de caridad a beneficio del CHOC (Children's Hospital of Orange County) y los participantes podrán conocer y dar platica con los desarrolladores y ejecutivos de Blizzard, además de la Bolsa botín. Su costo sería de USD$500. (Agotado)

### Boleto Virtual BlizzCon
Los Boletos Virtual BlizzCon son los boletos en que se podrá observar la transmisión en directo a través de un streaming en internet, el boleto incluye varios regalos entre ellos una mascota de compañía de World of Warcraft, una calcomanía de StarCraft II, entre otros. Este boleto tiene un costo de USD$39.99. (Disponible)

## Ediciones pasadas de Blizzcon
| Año  | Fechas        | Número de asistentes | Temas de importancia                                       | Claves BETA            | Objetos World of Warcraft                | Objetos StarCraft 2                                | Juegos jugables                                                  |
| ---- | ------------- | -------------------- | ---------------------------------------------------------- | ---------------------- | ---------------------------------------- | -------------------------------------------------- | ---------------------------------------------------------------- |
| 2005 | Octubre 28–29 | 8000                 | World of Warcraft: The Burning Crusade                     | The Burning Crusade    | Murky la mascota múrloc (compañero)      |                                                    | StarCraft: Ghost, The Burning Crusade                            |
| 2007 | Agosto 3–4    | 13,000               | World of Warcraft: Wrath of the Lich King                  | Wrath of the Lich King | Traje de Múrloc (Hechizo)                |                                                    | StarCraft II, Wrath of the Lich King                             |
| 2008 | Octubre 10–11 | 15 000               | StarCraft II as a trilogy, Diablo III Wizard class         | StarCraft II           | Oso polar con múrloc montado (montura)   |                                                    | Wrath of the Lich King, StarCraft II, Diablo III                 |
| 2009 | Agosto 21–22  | 20 000               | World of Warcraft: Cataclysm, Diablo III clase Monje       |                        | Grunty el Múrloc Marino (compañero)      |                                                    | Cataclysm, StarCraft II, Diablo III                              |
| 2010 | Octubre 22–23 | 27 000               | Diablo III clase Cazador de demonios, Diablo III Arena JcJ |                        | Alamurky, múrloc disfrazado de Alamuerte | Murloc Marine Portrait and Deep-Sea Decals         | Cataclysm, StarCraft II, Diablo III                              |
| 2011 | Octubre 21–22 | 26 000               | World of Warcraft: Mists of Pandaria                       |                        | Diablurky, múrloc disfrazado de Diablo   | PanTerran Marine Portrait and Fist of Furry Decals | Mists of Pandaria, StarCraft II - Heart of the Swarm, Diablo III |